# Brodec
Brodec, Duits: Brodetz, is een gemeente in Tsjechië. De eerste bekende vermelding van het dorp is uit 1282. Brodec telde 85 inwoners in 2024.

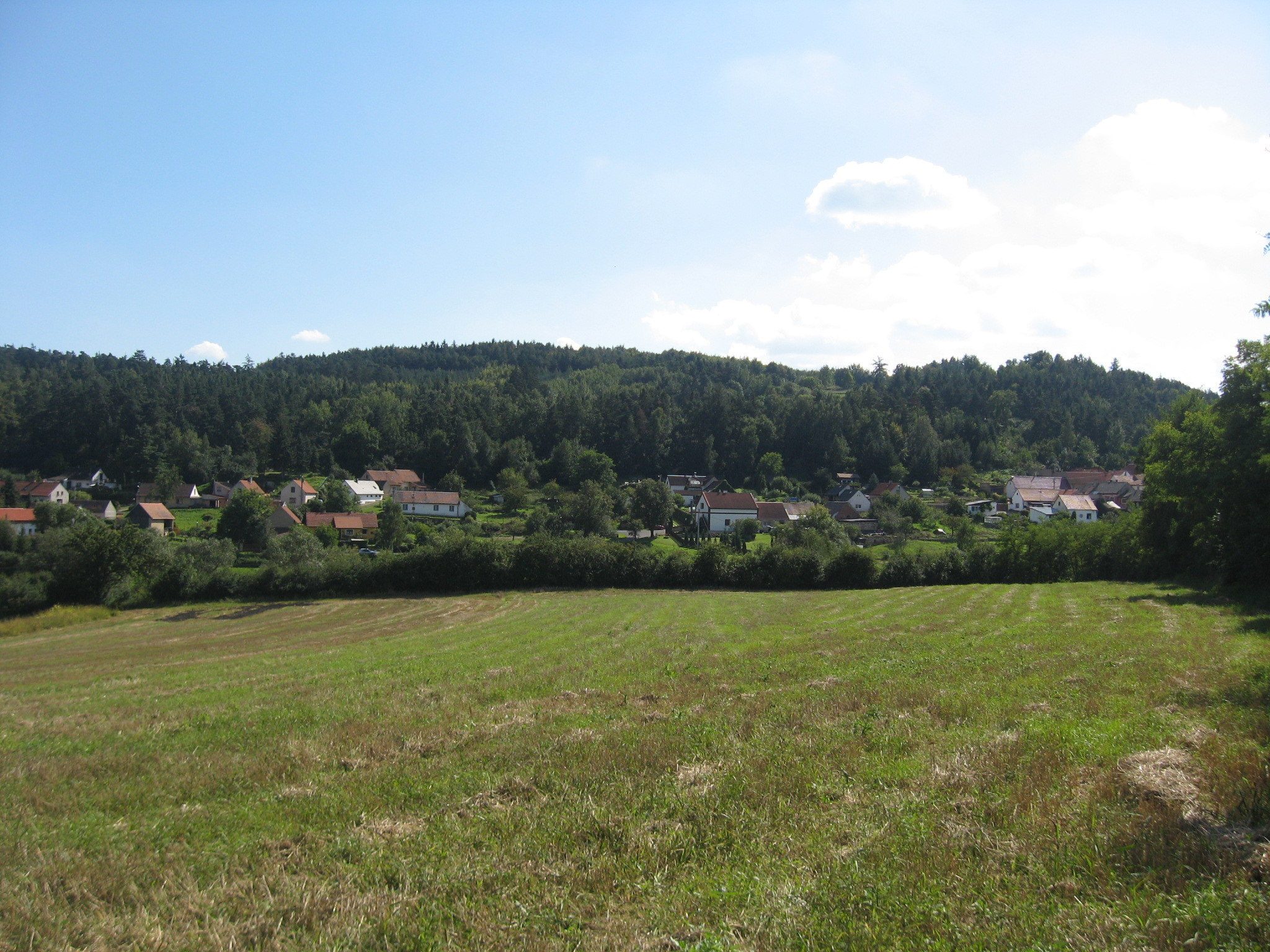

Bitozeves · Blatno · Blažim · Blšany · Blšany u Loun · Brodec · Břvany · Cítoliby · Čeradice · Černčice · Deštnice · Dobroměřice · Domoušice · Holedeč · Hříškov · Hřivice · Chlumčany · Chožov · Chraberce · Jimlín · Koštice · Kozly · Krásný Dvůr · Kryry · Lenešice · Libčeves · Liběšice · Libočany · Libořice · Lipno · Lišany · Líšťany · Louny · Lubenec · Měcholupy · Nepomyšl · Nová Ves · Nové Sedlo · Obora · Očihov · Opočno · Panenský Týnec · Peruc · Petrohrad · Pnětluky · Počedělice · Podbořanský Rohozec · Podbořany · Postoloprty · Raná · Ročov · Slavětín · Smolnice · Staňkovice · Toužetín · Tuchořice · Úherce · Velemyšleves · Veltěže · Vinařice · Vrbno nad Lesy · Vroutek · Vršovice · Výškov · Zálužice · Zbrašín · Žatec · Želkovice · Žerotín · Žiželice